# Andrej Perlov
Andrej Borisovič Perlov (in russo Андрей Борисович Перлов ?; Novosibirsk, 12 dicembre 1961) è un ex marciatore sovietico.

## Biografia
Nato con il nome di Андрей Борисович Перлов, ai Giochi della XXV Olimpiade vinse l'oro nei 50 km di marcia ottenendo un tempo migliore del messicano Carlos Mercenario (medaglia d'argento) e del tedesco Ronald Weigel.

## Palmarès
| Anno | Manifestazione  | Sede       | Evento          | Risultato | Prestazione | Note |
| ---- | --------------- | ---------- | --------------- | --------- | ----------- | ---- |
| 1990 | Europei         | Spalato    | 50 km di marcia | Oro       |             |      |
| 1991 | Mondiali        | Tokyo      | 50 km di marcia | Argento   |             |      |
| 1992 | Giochi olimpici | Barcellona | 50 km di marcia | Oro       | 3h50'13"    |      |